# Bellancourt
Bellancourt – miejscowość i gmina we Francji, w regionie Hauts-de-France, w departamencie Somma.
Według danych na rok 2011 gminę zamieszkiwało 499 osób, a gęstość zaludnienia wynosiła 83 osoby/km² (wśród 2293 gmin Pikardii Bellancourt plasuje się na 550. miejscu pod względem liczby ludności, natomiast pod względem powierzchni na miejscu 784.).